# یک لغزش
«یک لغزش» (به انگلیسی: One Slip)،تک آهنگی است که در سال ۱۹۸۷ توسط گروه پینک فلوید برای آلبوم لغزش آنی در عقل منتشر شد.
این آهنگ با همکاری دیوید گیلمور و گیتاریست گروه راکسی میوزیک، فیل مانزانرا نوشته شده است که بعدها در سال ۲۰۰۶ در آلبوم «در یک جزیره» به نواختن گیتار ریتم می‌پردازد و متعاقباً در تور آلبوم هم شرکت می‌کند. 

## مشارکت کنندگان این آهنگ
- دیوید گیلمور – خواننده، گیتار
- نیک میسن – پرکاشن

همراه با:
- تونی لوین-بیس گیتار
- جیم کلتنر-درام
- جان کرین-کیبورد
- باب ازرین - کیبورد